# Ännu en sång om den gröna dimmans skog
Ännu en sång om den gröna dimmans skog från 1997 är ett musikalbum med den svenska trubaduren Alf Hambe.

## Låtlista
All text och musik är skriven av Alf Hambe.
1. Himlaträd – 2:20
2. På ängarna i Alphtar – 3:31
3. Namn i askestam – 2:56
4. Café de la Paix – 3:54
5. Jag heter Parsifal – 2:27
6. Singoalla spår i sand – 3:28
7. Duvan i Avignon – 3:31
8. I Molom vid Människodalen – 2:45
9. Caramolegos i Massilia – 3:03
10. Vinterträdgård – 2:55
11. Hebridisk vals – 4:13
12. Glöm-ström II – 4:24
13. Vad viskar den vandrande vinden – 4:36
14. Markisinnan i Santa Maria di Castellabate – 4:44
15. Ingeland – 3:50
16. Hitteblomst – 2:15
17. Ännu en sång om den gröna dimmans skog – 3:12

## Arrangemang
- Georg Riedel (1, 17)
- Anders Dahl (2, 11)
- Magnus Bengtsson (3, 8)
- Kjell Öhman (4, 6, 9)
- Anders Berglund (5, 15)
- Anders Ekdahl (7, 10, 12)
- Mats Bergström (13)
- Lennart Nyhlén (14)

## Medverkande
- Alf Hambe – sång
- Magnus Bengtsson – gitarr (1–6, 8–10 12–17)
- Mats Bergström – gitarr (2, 4, 6, 9, 10 12, 13, 16)
- Per Johansson – kontrabas (2, 4, 6, 9–12)
- Kjell Öhman – dragspel (4, 6, 9, 11, 14)
- Stig Persson – trumpet (14)
- Jan Gustavsson – trumpet (15)
- Ronny Farsund – trumpet (15)
- Sven Larsson – bastrombon (14), trombon (15)
- Carl Jakobsson – tuba (15)
- Jan Kling – altsax (4, 9), blockflöjt (11), flöjt (13), klarinett (14)
- Per Billman – klarinett (1, 7)
- Per Pettersson – horn (1)
- Johan Åhnberg – horn (7)
- Johan Ahlin – horn (15)
- Bo Eriksson – engelskt horn (2)
- Backa Katarina Eriksson – engelskt horn (5)
- Per Andersson – oboe (1)
- Ulf Bjurenhed – oboe (5)
- Jesper Harryson – oboe (7)
- Christian Davidsson – fagott (1, 5, 7)
- Jan Bengtson – flöjt (1, 7, 13), piccolaflöjt (13)
- Anders Berglund – klaviatur (5)
- Lennart Nyhlén – gitarr (11), banjo (11)
- Alm Nils Ersson – mandolin (14), viola (17)
- Tomas Andersson – violin (2, 10, 12)
- Nina Mrosek – violin (10, 12)
- Christian Bergqvist – violin (2, 10, 12)
- Svein H. Martinsen – violin (2, 10, 12)
- Jonas Lindgård – violin (2, 10, 12)
- Torbjörn Bernhardsson – violin (2, 10, 12)
- Anders Dahl – violin (6, 11)
- Ann-Marie Lysell – violin (17)
- Michael Paache – violin (17)
- Kristina Lignell Arvinder – viola (2, 10, 12)
- Tony Bauer – viola (2, 10, 12)
- Olle Gustafsson – cello (2, 10, 12)
- Per-Ola Claesson – cello (17)
- Anders Löfgren – kontrabas (1, 17)
- Jan Bergman – kontrabas (3, 8, 13)